# Lycophron van Pherae
Lycophron (Grieks: Λυκόφρων) was een staatsman en legeraanvoerder in het oude Griekenland.
Van ca. 406 tot 390 v.Chr. was hij tiran van de Thessalische stad Pherae. Hij kwam vermoedelijk aan de macht met de steun van democratische krachten in zijn vaderstad, want hij ondervond voortdurend felle tegenstand van de adel uit Larissa en andere Thessalische steden, die hij in 404 versloeg.
Hij sloot een bondgenootschap met de Spartanen en met hun hulp streed hij in 395 tegen Medius van Larissa. Deze kon, met de steun van de Boeotische Bond en van Argos, Pharsalus veroveren, wat hem tijdelijk het overwicht bezorgde…
Lycophrons ambitie om zijn macht over heel Thessalië te consolideren werd uiteindelijk verwezenlijkt door zijn opvolger Jason (wellicht zijn zoon).